# Rajd Krakowski 1977
2. Rajd Krakowski "Krokusy" – 2. edycja Rajdu Krakowskiego. Był to rajd samochodowy rozgrywany od 22 do 23 kwietnia 1977 roku. Była to druga runda Rajdowych Samochodowych Mistrzostw Polski w roku 1977. Rajd składał się z trzydziestu odcinków specjalnych (siedem odcinków odwołano). Został rozegrany na nawierzchni asfaltowej. Zwycięzcą rajdu został Włodzimierz Groblewski.

## Wyniki końcowe rajdu[1][2]
| Miejsce | Kierowca               | Pilot                 | Samochód                          | Czas    | Strata | Grupa Klasa |
| ------- | ---------------------- | --------------------- | --------------------------------- | ------- | ------ | ----------- |
| 1       | Włodzimierz Groblewski | Januariusz Czerwoniec | Polski Fiat 125p 1600 Monte Carlo | 1:33:04 | -      | IV          |
| 2       | Józef Ważny            | Krzysztof Lederer     | Polski Fiat 125p 1600 Monte Carlo | 1:36:16 | +3:12  | IV          |
| 3       | Maciej Stawowiak       | Jacek Lewandowski     | Polski Fiat 125p 1600 Monte Carlo | 1:36:43 | +3:39  | IV          |
| 4       | Marian Bublewicz       | Wiesław Grabarczyk    | Polski Fiat 125p 1500             | 1:38:25 | +5:21  | II/3-8      |
| 5       | Bogdan Wozowicz        | Witold Wozowicz       | Polski Fiat 125p 1500             | 1:40:56 | +7:52  | I/8         |
| 6       | Wiktor Polak           | Krzysztof Czarnecki   | Polski Fiat 125p 1600 Monte Carlo | 1:41:29 | +8:25  | IV          |
| 7       | Zdzisław Szafrański    | Henryk Pineles        | Renault 5 Alpine                  |         |        | II/3-8      |
| 8       | Ryszard Ryzel          | Zbigniew Kabulski     | Polski Fiat 125p 1500             |         |        | I/8         |
| 9       | Jerzy Kobyliński       | Marcin Osiowski       | Polski Fiat 125p 1500             |         |        | I/8         |
| 10      | Andrzej Radecki        | Henryk Mieczaniec     | Polski Fiat 125p 1500             |         |        | II/3-8      |